# Klinckemaborg
De Klinckemaborg of 'Klinckema' was een borg bij Zuidhorn. Het huis wordt voor het eerst genoemd in 1619 en is in 1839 gesloopt.
In 1619 wordt in een akte melding gemaakt van een Johan Engelberts op Klinckema. In 1628 maakte Jacob Fransen aanspraak op de grietenij horende bij Klinckema. Er is nu voor het eerst sprake van een borg, bestaande uit een binnenzaal, kamer, keuken, kelder, groot achterhuis, gracht en poort. In 1667 is Rembt ten Ham eigenaar, die in dat jaar ook de Hanckemaborg koopt en beide borgen in 1670 te koop aanbiedt.
Klinckema wordt in 1671 gekocht door Wiardus Siccama (1648-1691). De borg vererft op een kleinzoon die ook Wiardus heette (1713-1797). Hij was getrouwd was met Anna Catharina Hora (1718-1738) en was burgemeester van Groningen. Deze Wiarda gebruikte Klinckema als buitenverblijf. Na zijn dood erft zoon Johan Hora Siccama (1738-1812) de borg. Deze Johan bezit tevens de Ennemaborg in Midwolda, waar hij vermoedelijk meer verbleef dan op Klinckema.
De erfgenamen van Johan Hora Siccama verhuurden de borg in 1814, die toen bestond uit negen kamers, een stal, koetshuis, bossen, singels en een tuin. In 1820 was de dochter van Johan, Rolina Maria (1773-1826) eigenaar en verhuurder. Zij was getrouwd met Bernardus Buma. Zoon Johan Hora Buma (1797-1863) heeft de oude borg in 1839 laten slopen en een nieuw landhuis laten bouwen op de borgstee. Dit nieuwe huis is vermoedelijk voor 1877 gesloopt. Het terrein, 200 meter ten zuiden van de Hervormde kerk, is bebouwd en onherkenbaar.